# Buglatská vrchovina
Buglatská vrchovina je geomorfologický okrsek ve východní části Prachatické hornatiny, která ze severozápadu a severovýchodu obklopuje Křemžskou kotlinu. Vrchovina s rozlohou 69 km² je tvořená moldanubickými rekrystalizovanými granulity, migmatitem a výjimečně se vyskytují také peridotit a hadce. Na povrch vystupují četné tvary mrazového zvětrávání: skály, skalní hradby, mrazové sruby, kamenité sutě nebo kryoplanační terasy. Nejvyšším bodem vrchoviny je Buglata s nadmořskou výškou 831,7 metrů.

## Významné vrcholy
- Buglata – 832 m n. m.
- Vysoká Běta – 804 m n. m.
- Chrášťanský vrch – 780 m n. m.
- Kluk – 741 m n. m.